# Marosdég
Marosdég (románul: Deag), falu Romániában, Maros megyében.

## Története
1332-ben Deog néven jelentkezik először a pápai tizedjegyzékben. Ekkor saját plébániatemploma is volt a településnek.
Katolikus magyar lakosságáról utoljára 1366-ban emlékeznek meg, de a magyarok ismeretlen okokból nemsokára kipusztultak, mert 1461-ben már román jobbágyok által lakott faluként említik.
A trianoni békeszerződésig Kis-Küküllő vármegye Radnóti járásához tartozott.

## Népessége
2002-ben 390 lakosa volt, ebből 389 román és 1 magyar.

## Vallások
A falu lakói közül 371-en ortodox hitűek.